# Titrage magnétométrique
Un titrage magnétométrique est une méthode de titrage magnétochimique durant laquelle le changement de la susceptibilité magnétique est utilisé pour déterminer le point de fin de titrage dans le but de déterminer la concentration d'une espèce chimique dans une solution.

## Courbe de titrage
La courbe de titrage présente la variation de la susceptibilité magnétique de la solution en fonction du volume de réactif titrant ajouté. Cette courbe est constituée de deux parties linéaires de pentes différentes. L'intersection des droites obtenues par extrapolation des deux parties linéaires donne le point de fin de titrage.

## Applications
Le titrage magnétométrique peut être utilisé pour étudier les réactions de complexation en solution de différents métaux de transition. 
Le titrage d’une solution d’oxyhémoglobine (diamagnétique) par une solution d’hydrosulfite de sodium Na2S2O4 (diamagnétique) donne l'hémoglobine qui est paramagnétique. 